# Radionomy
Radionomy war eine kommerzielle Web-Plattform, die ihren Benutzern sowohl das Hören als auch das Betreiben von Internetradios ermöglicht. Beide Varianten waren für die Benutzer kostenlos, beim Betrieb eines Internetradios wurde jedoch das Erreichen einer Mindestzahl täglicher Hörstunden gefordert. Neben der technischen Plattform stellte Radionomy auch eine Musikbibliothek mit mehr als 80.000 Musikstücken bereit. Radionomy übernahm  zudem alle anfallenden Urheberrechtsabgaben, welche an das belgische GEMA-Pendant SABAM entrichtet werden. Die GEMA bestritt die Relevanz der Abgaben an die SABAM und verlangte von deutschen Nutzern eine eigene Lizenzierung. Das Unternehmen finanzierte sich durch Werbung, die in den Radioprogrammen eingeblendet wurde. Am 1. Januar 2020 wurde der Betrieb von Radionomy eingestellt.

## Name
„Radionomy“ ist ein Portmanteauwort bestehend aus Radio (im Sinne von Hörfunk) und „Autonomy“ (engl. Autonomie). Suggeriert wird damit Radioprogramm, welches von den Benutzern selbst bestimmt wird.

## Unternehmen
Die Firma Radionomy S.A. wurde im Jahr 2007 von Alexandre Saboundjian gegründet und im Januar 2008 erstmals der Öffentlichkeit präsentiert. Seit dem 18. September 2012 ist die aktuelle Plattform namens G2 online, welche die Bedienung verbessert und mehr Möglichkeiten zur Personalisierung bietet. Nach eigenen Angaben umfasst Radionomy mehr als 6.000 Internetradios, die zusammen auf mehr als 42 Millionen Sendestunden pro Monat kommen und dabei gut 13 Millionen Hörer erreichen. Das Unternehmen hat Niederlassungen in Frankfurt am Main, Paris, Madrid, Luxemburg und San Francisco. Die Mehrzahl der Nutzer von Radionomy stammen aus Frankreich.
Im Oktober 2013 kündigte Radionomy an, die Radiomacher unter seinen Benutzern an den Werbeeinnahmen beteiligen zu wollen. Bisher werden dabei allerdings nur Zuhörer aus Frankreich und den Vereinigten Staaten berücksichtigt.
Im Januar 2014 wurde bekannt, dass Radionomy den Musikplayer Winamp und den Streaming-Dienst SHOUTcast von AOL gekauft hat. Im Gegenzug hat AOL eine Beteiligung an Radionomy erhalten.
Seit April 2015 verlangt die GEMA (auch rückwirkend) von deutschen Nutzern eine Lizenzierung der gesendeten Inhalte, da sie die Relevanz der Zahlungen an die SABAM in Belgien für den deutschen Markt nicht anerkennt.
Am 1. Januar 2020 wurde der Betrieb von Radionomy eingestellt. Alle Stationen wurden daraufhin von Radionomy zu SHOUTcast migriert. SHOUTcast übernimmt jedoch keine Lizenzierung der Inhalte.

## Geoblocking
Radionomy blockiert seine Dienste für potentielle Hörer in mehreren Dutzend Ländern, zu denen u. a. Russland, Mexiko, Südafrika, die Schweiz, die Türkei und Brasilien gehören. Eine offizielle Übersicht über die blockierten Länder liegt nicht vor, faktisch ist aber der Großteil nicht-europäischer Länder ausgeschlossen.